# 2939 Coconino
2939 Coconino (1982 DP) là một tiểu hành tinh vành đai chính được phát hiện ngày 21 tháng 2 năm 1982 bởi Bowell, E. ở Flagstaff (AM).